# رانجیت سینگ

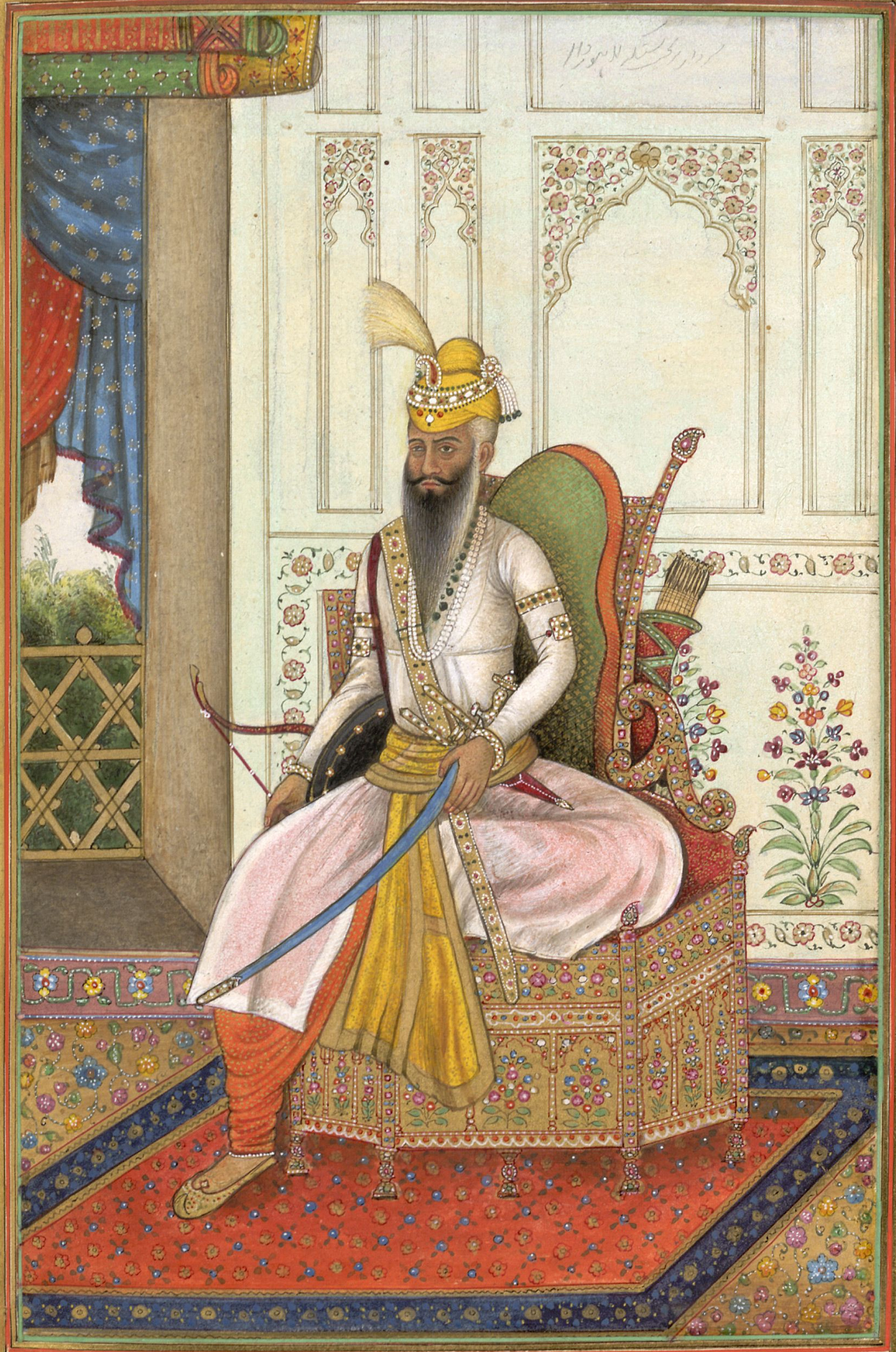
نگاره مهاراجه رانجیت سینگ

مهاراجه رانجیت سینگ (پنجابی: ਮਹਾਰਾਜਾ ਰਣਜੀਤ ਸਿੰਘ) ‏ (۱۷۸۰–۱۸۳۹) ملقب به شیر پنجاب، از مهاراجه‌های سیک بود.
وی بر منطقه پنجاب و شاهنشاهی سیک فرمان راند. آرامگاه او در لاهور، پاکستان قرار دارد.
وی اوقات زیادی را صرف جنگ با افغان‌ها کرد و توانست آن‌ها را از پنجاب باختری بیرون براند. او همچنین بر بخشی از مناطق پشتون‌نشین از جمله پیشاور چیره شد. این نخستین باری بود که حاکمانی غیرمسلمانان بر پشتون‌ها چیره می‌شدند. این رخدادی مهم بود زیرا هزار سال بود که همواره کشورگشایان از گردنه خیبر به جنوب سرازیر شده بودند و برعکس آن رخ نداده بود. رانجیت سینگ این روند را تغییر داد. رانجیت پس از سلطنت چاندراگوپتا خاندان موری دومین قدرت هندوستانی است که در برابر تهاجم غرب هند مقاومت کرد توانست ۴۰ سال سلطنت کند؛ ولی با تفاوت زیاد. چاندراگوپتا بدون کدام قدرت بیگانه در سراسر هند و نیم از افغانستان حکومت راند؛ ولی رانجیت صرف در کوشه هند. رانجیت را در عقب کشور قدرت مندی همکاری می‌نمود تا رانجیت یک دیوار باشد تا افغانها نتواند به هند کمک نمایند. دلیل ان این بود که انگلیس‌ها موقع یابد تا تمامی مناطق هند جنوبی را در تحت کنترل آورد پس از آن دیوار رانجیت را که هردو طرف دشمن درانتظارش است ازبین خواهد برد؛ و انگلیسی‌ها همین عمل را اجرا کردند. زمانیکه رانجیت فوت نمود. انگلیسها اولاً دولت افغان را ضعیف ساخت پس از ان بالای پنجاب حمله نمود. توسط معاهده گندمک با امیر دوست محمد خان پنجاب را از خاک افغان جدا کرد. سپس پشتونستان یا مناطق پشتون‌خواه امروزی را توسط معاهده دیورند در ۱۸۹۳ از خاک افغانستان جدا کرد. سپس با روسها معاهده به امضا رسانید که آنطرف دریا آمو مناطق تحت تسلط روسیه و طرف جنوب آمو به بعد تحت کنترل بریتانیا بافی بماند.

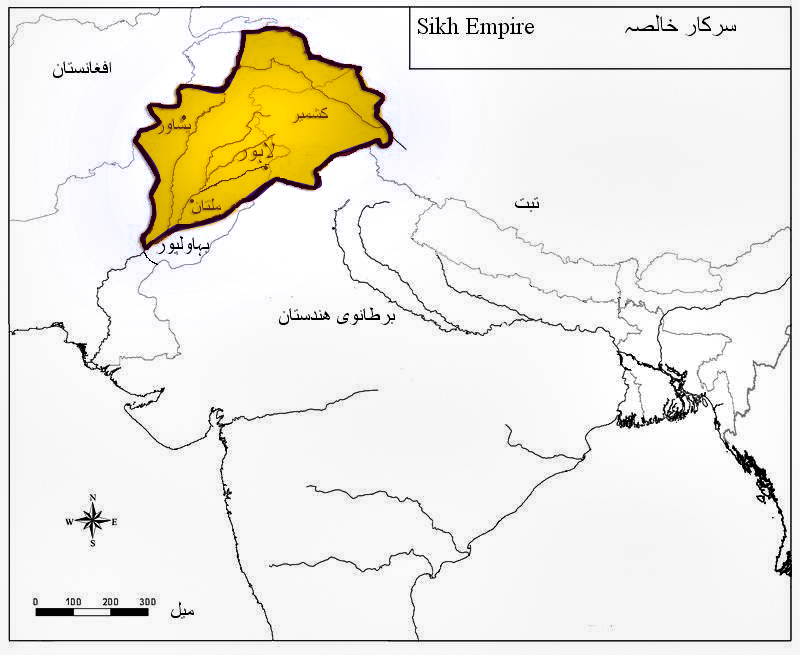
قلمرو امراتوری رانجیت سینگ